# Lamb of God
Lamb of God (англ. Агнець Божий) — американський метал-гурт, що виник 1994 року в Річмонді, Вірджинія. Раніше відомий як Burn the Priest, проте після випуску дебютного (іменного) альбому в 1998 році змінили назву на відому сьогодні. Колектив вважається лідером Нової хвилі американського хеві металу.
З моменту заснування Lamb of God випустили сім студійних та один концертний альбом, а також три DVD. Чотири альбоми: Sacrament (2006), Wrath (2009), Resolution (2012) і VII: Sturm und Drang (2015), мали значний комерційний успіх, піднявшись в першу десятку Billboard 200. Перший з них в 2007 році приніс гурту номінацію Греммі (в категорії Best Metal Performance за трек «Redneck») і розійшовся тиражем 270 тисяч. Загальний обсяг продажів альбомів гурту в США наближається до двох мільйонів екземплярів.

## Історія гурту
Історія Lamb of God почалась в році 1990, коли Кріс Адлер (англ. Chris Adler), Марк Мортон і Джон Кемпбелл (англ. John Campbell), котрі виявилися сусідами в гуртожитку Virginia Commonwealth University, вирішили організувати свій метал гурт. У ті ж дні, в тому ж університеті, англійську мову вивчав і Ренді Блайт (майбутній вокаліст): він слухав радикальний панк, в той час, як його майбутні колеги вважали за краще такі гурти, як Dokken і Danzig.
Чотири роки по тому, вище згадане тріо — під назвою Burn The Priest — зібралося в будинку, який знімав Кріс в Черч-хілл, Річмонд, щоб почати перші репетиції. «Там навіть не було опалення: гас і пиво Black Label були нашим паливом», — згадував Кемпбелл. До цього часу Мортон тимчасово покинув склад (щоб зайнятись захистом диплому) та був замінений Ейбом Спіером (англ. Abe Spear). Незабаром (після виходу третього демо) до складу прийшов вокаліст Ренді Блайт, а потім повернувся і Мортон. У цьому складі квартет випустив альбом Burn the Priest і два спліти: з Agents of Satan та ZED. Після того, як в кінці 1999 року до складу увійшов гітарист Віллі Адлер (брат Кріса), назва гурту була змінена на Lamb of God. Причиною послужили проблеми в концертній діяльності, викликані тим, що деякі власники концертних майданчиків відмовляли гурту через «недоброзичливу» назву.
Уклавши контракт з Prosthetic Records, гурт, разом з продюсером Стівом Остіном (Converge, Today is the Day, Unsane), записала дебютний альбом New American Gospel. Вокаліст Блайт згадував: «У той час мене переслідували дві проблеми: бідність і пияцтво. Втім, те ж про себе міг сказати кожен учасник колективу. Цікавий був час. Якщо бути зовсім відвертим, я поняття не мав, чим займаюсь і в що вплутуюсь. Мій вокал був записаний за день, а весь альбом — за чотири дні. Пам'ятаю, коли я записував вокал, всі юрмилися навколо, дивилися і повторювали: „Ну ж, швидше, гроші закінчуються“. Я потихеньку звірів: і так один підхід за іншим штампую, а їм все здається, що повільно! Але в кінцевому підсумку вийшла, якщо можна так висловитися, наша найчистіша платівка. Ми нічого не чекали від неї, і коли починали, володіли мінімумом засобів і думаю через це вона звучала дуже чесно.
Р. Блайт. Kerrang !, березень 2009»
У числі ключових треків альбому учасники гурту згодом назвали заключний, «O.D.H.G.A.B.F.E.» («Officer Dickhead Got A Black Fucking Eye») — свого роду «звіт» про сутичку, що сталася між Lamb of God і поліцейськими Сан-Дієго.
Альбом мав відносний успіх, отримав ротацію на MTV, гурт пішов на гастролі що тривали 2 роки, виступаючи з такими колективами, як Cannibal Corpse, Mushroomhead, GWAR, Six Feet Under, Killswitch Engage, Shadows Fall, Amen. Восени 2002 року журнал «Revolver» включив New American Gospel в список «найбільших металевих альбомів усіх часів».
Завершивши дворічні гастролі, Lamb of God записали другий альбом As the Palaces Burn, записаний з продюсером Девіном Таунсендом (Strapping Young Lad, Soilwork, Stuck Mojo) і за участю спеціально запрошеного гітариста Кріса Поланда (екс-Megadeth). В 2009-му Ренді Блайт згадував: «… Той факт, що ми до цього часу встигли отримати свою частку скандальної популярності, мало допомогло нам в студійній роботі. Альбом записувався 24 години на добу, я ж — крізь метіль мчав на велосипеді з ресторану, де тоді працював, в студію, і працював всю ніч. Спав під ударною установкою Кріса, і забирався геть, коли той приїжджав записувати свою партію. Девін Таунсенд був продюсером альбому, і поклавши руку на серце, можу сказати, що ми ледь не довели його до нервового зриву. Дійшло до того, що ми з дружиною змушені були зводити його до ресторану, просто щоб дати можливість знову відчути себе нормальною людиною. Працювалось з нами дуже нелегко, і це точно був — не найлегший наш альбом.»
Альбом вийшов вже 6 травня 2003 року і згодом журналами Revolver Magazine і Metal Hammer був визнаний кращим альбомом 2003 року. У квітні гурт почала гастролі по США з Chimaira, Eighteen Visions, Atreyu, а восени виступила в складі Headbangers Ball Tour, в ході якого записала матеріал для майбутнього DVD «Terror and Hubris», куди увійшли концертні зйомки і документальний фільм. DVD вийшов на початку 2004 року (презентація відбулася на MTV) і піднявся до 31 місця в Billboard Top Music Videos chart. Одночасно лейбл Prosthetic Records перевипустив вінілову версію As the Palaces Burn обмеженим тиражем.
Після виступу на фестивалі Ozzfest'e 2004 року Lamb of God випустили на Epic Records альбом Ashes of the Wake, записаний продюсером Machine за участю Кріса Поланда, а також гітариста Testament Алекса Сколніка. Вокаліст Ренді Блайт з вдячністю згадував допомогу продюсера в записі вокальних партій («… Смішно сказати, але в кінцевому підсумку Machine сам заспівав — не просто, як я, а часом краще за мене»). Альбом (більш політизований, ніж попередні: основною темою стала війна в Іраці) дебютував на # 27 в Billboard 200 і протягом першого тижня після виходу розійшовся тиражем 35 тисяч примірників (загальний тираж його склав близько 260 тисяч). Одна з пісень альбому, «Now You've Got Something to Die For», була використана французькою компанією Wanadoo в своїй рекламі на британському телебаченні.
Гурт підтримав реліз тривалими гастролями, виступивши знову на Ozzfest'e, після чого підключилася до туру Sounds of the Underground в 2005 році. Альбом вийшов на # 2 в списку кращих альбомів року журналу Revolver Magazine (поступившись гурту Mastodon з їх альбомом Leviathan), а пізніше виявився на # 49 в списку «Найбільших гітарних альбомів усіх часів» (англ. The Greatest Guitar Albums of all Time) журналу Guitar World. В ході гастролей був записаний матеріал для наступного концертного CD / DVD «Killadelphia». DVD згодом отримав статус платинового.
У серпні 2006 року Lamb of God випустили п'ятий студійний альбом Sacrament, який дебютував в Billboard 200 на 8 місці і отримав в цілому позитивні рецензії, зокрема, від Stylus Magazine, Blender і IGN (тут його назвали одним з кращих метал-альбомів 2006). Ренді Блайт: «Процес створення „Sacrament“ можна порівняти, хіба що, з актом вкрай болючою дефекації. Багато всякої гидоти, що відбувалася в моєму житті, потрібно було викинути назовні … У „Sacrament“ ми вперше свідомо вирішили відійти від політики і зробити особисту пластинку. Можу сказати відверто: іноді це було щось зовсім нестерпне. Один урок я з усього цього точно витягнув: тепер я знаю, що точно не хочу записувати вокал близько від свого будинку. Важко зануритися в музику, коли тебе оточують сім'я, друзі і Xbox. В кінцевому підсумку, напевно, і мені і гурту потрібно було випустити таку платівку, але можу з упевненістю сказати, що повернутись в ту площину, куди завів мене запис альбому, я б ніколи не хотів.»
У США альбом за перший тиждень розійшовся 63-тисячним тиражем (згодом було продано більше 270 тисяч екземплярів) і піднявся до #8 в Billboard 200. У Британії гурт підписав контракт з Epic Records: лейбл (як стверджує Kerrang!) «Поставився до неї з повною байдужістю», і тим не менше тираж альбому тут склав 30 тисяч.
На підтримку Sacrament гурт дав аншлаговий концерт в лондонській «Асторії», після чого виступила в декількох великих турне, включно з The Unholy Alliance зі Slayer, Mastodon, Children of Bodom, Thine Eyes Bleed, а також Gigantour, з Megadeth на головних сценах Ozzfest'e і Download Festival. За «Redneck» гурт було номіновано на Best Metal Performance (2007, Grammy Awards) але поступилась гурту Slayer («Eyes of the Insane»). У грудні 2007 року LoG перевипустили п'ятий альбом — як «Sacrament: Deluxe Producer Edition», надавши слухачеві, на другому диску, технічну можливість перепродюсувати кожен трек, записавши авторський мікс. «Іноді доводиться придумувати щось особливе, щоб твій альбом купували, а не скачували», — зізнався Блайт.
У 2008 році гурт взяв паузу для підготовки нового матеріалу і вийшла на публіку лише в грудні провівши спільні гастролі з Metallica. Альбом 2009 року Wrath (Epic), який побачив світ у лютому 2009 року, був записаний з продюсером Джошем Вілбером. Платівка дебютувала в Billboard 200 з другої позиції, і за перший тиждень продажів розійшлася тиражем в 68 000 примірників.
Як відзначав Kerrang!, "… Wrath якраз і дає відповідь на питання про те, що змушує пильно стежити за гуртом найбільш вдумливу частину metal-аудиторії. Музика альбому приголомшує і спустошує, але тексти при цьому спрацьовані майстерно … Одна з його пісень, Contractor, розповідає про сучасних найманців, причому Блайт провів на цю тему спеціальне наукове дослідження, почавши його копаючись в документах XVI століття … "
У січні 2010 року Lamb of God були номіновані на Grammy за «Set to Fail» (в номінації Best Metal Performance), але поступилися Judas Priest. У лютому 2010 року гурт виступив на Download Festival (третя поява). Навесні 2010 року Lamb of God провели концерти азійського туру, вперше виступивши на Філіппінах та в Індії (де взяли участь у фестивалі Summer Storm в Бангалорі). 19 квітня 2010 року на IGN вийшло «робоче» відео, що показало роботу гурту над записом нового синглу «Hit the Wall», який (без партії вокалу) вже був викладений для скачування в Інтернеті. Заголовний трек синглу використаний у відеогрі «Iron Man 2», що вийшла 4 травня 2010 року.
У червні 2012 року в Празі вокаліст Ренді Блайт був заарештований поліцією за вбивство з необережності, вчинене 24 травня 2010. Тоді на виступі Lamb of God підпитий глядач забрався на сцену, заважаючи гурту грати, і Ренді викинув його зі сцени назад в зал. Невдало впавши з висоти сцени, глядач отримав травми, від яких помер. За Блайта вже внесений заставу в розмірі 200 000 доларів. 5 березня 2013 року Ренді Блайт був визнаний невинним Празьким міським судом.
У червні 2019 року Ренді Блайт в інтерв'ю, на питання щодо повернення Кріса Адлера в гурту на час гастролей, заявив що у нього немає коментарів з цього приводу і що «важко зрозуміти, що станеться з Крісом Адлером».
19 липня 2019 року гурт випустив заяву, в якій повідомлялося, що Кріс Адлер дійсно покинув гурт, а колишній барабанщик Winds of Plague, Артур Круз, стане постійним барабанщиком гурту. Так само, в заяві повідомлялося, що гурт почав підготовку до запису десятого альбому.
19 червня 2020 року гурт випустив однойменний альбом.
6 червня 2022 року гурт анонсував випуск нового альбому Omens. Дата виходу запланована на 7 жовтня 2022.

## Учасники
Теперішні
- Артур Круз (Arthur Cruz) — ударні (з 2019)
- Джон Кемпбелл (John Campbell) — бас-гітара (з 1994)
- Марк Мортон (Mark Morton) — гітара (з 1994)
- Ренді Блайт (Randy Blythe) — вокал (з 1995)
- Віллі Адлер (Willie Adler) — гітара (з 1998)

Колишні
- Ейб Спір (Abe Spear) — гітара (1994—1998)
- Кріс Адлер (Chris Adler) — ударні (1994—2019)

## Дискографія

### Студійні альбоми
- Burn the Priest (1999)
- New American Gospel (2000)
- As the Palaces Burn (2003)
- Ashes of the Wake (2004)
- Sacrament (2006)
- Wrath (2009)
- Resolution (2012)
- VII: Sturm und Drang (2015)
- Lamb of God (2020)
- Omens (2022)

### Збірки
- Hourglass (2010)

### Міні-альбоми
- Pure American Metal (2004)

### Живі альбоми
- Killadelphia (2005)
- Wrath Tour 2009-2010 (2012)

### Відео-альбоми
- Terror and Hubris (2004)
- Killadelphia (2005)
- Walk with Me in Hell (2008)

### Епізодичні альбоми
- Burn the Priest (1999)
- Legion: XX (2018)